# Lulu (chanteuse)
Pour les articles homonymes, voir Lulu.
Lulu Kennedy-Cairns, née Marie McDonald McLaughlin Lawrie le 3 novembre 1948 à Lennoxtown, Stirlingshire en Écosse, est une chanteuse écossaise, elle est aussi actrice, compositrice et animatrice de télévision.

## Biographie
À quinze ans, elle se fait connaître grâce à la chanson Shout, une reprise des Isley Brothers. Elle fait alors partie du groupe The Luvvers mais après quelques tubes, elle décide de se lancer dans une carrière solo. En 1967, elle fait ses débuts en tant qu’actrice dans le film To Sir, with Love (en français : Les Anges aux poings serrés) avec Sidney Poitier. La chanson du film, qui porte le même titre est numéro 1 aux États-Unis. Tout au long des années 1960, l’artiste poursuit avec succès une carrière dans la chanson.
Le 29 mars 1969  à Madrid, elle représente le Royaume-Uni avec la chanson Boom Bang-a-Bang au 14e Concours Eurovision de la chanson et obtient la première place ex æquo avec Salomé représentante de l'Espagne, Lenny Kuhr pour les Pays-Bas et Frida Boccara, représentante de la France.
Lulu se marie avec Maurice Gibb, membre des Bee Gees en 1969 mais le couple divorce en 1973. En 1970, son titre Oh Me Oh My parvient à se hisser dans les trente premières places du hit parade américain.
En 1974, elle chante le titre principal de L'Homme au pistolet d'or (The Man With the Golden Gun), 9e film de la saga James Bond. La même année, elle enregistre une reprise de David Bowie The Man Who Sold the World qui parvient à la troisième place du hit parade en Grande-Bretagne.
En 1975, elle épouse John Frieda, ils auront un enfant puis divorceront en 1995.
Dans les années 1970, sa carrière en tant que chanteuse décline mais elle continue à travailler comme actrice. En 1981 son titre I Could Never Miss You (More Than I Do) est classé numéro 20 du hit parade américain. Elle enregistre avec Take That une reprise Dan Hartman Relight My Fire en 1987 et le titre se classe numéro 1 du hit parade en Grande-Bretagne. Elle fait des apparitions dans Absolutely Fabulous.
En 1997, elle apparaît dans le clip de Who Do You Think You Are des Spice Girls, parodiant ainsi l'une de ses membres Emma Bunton.
En 2003, la chanteuse sort une autobiographie I Don't Want to Fight. Le titre est une référence à une chanson que son frère Billy et elle ont écrite pour Tina Turner et que Lulu enregistre en 2003 sur son album The Greatest Hits.
Dans les années 2000, elle continue de sortir des albums et de participer à des émissions télévisées telles qu’American Idol.

## Discographie
Albums
- 1965 Something To Shout About
- 1967 Love Loves to Love Lulu
- 1967 To Sir, With Love
- 1969 The Most Of Lulu
- 1969 Lulu's Album
- 1969 New Routes
- 1970 Melody Fair
- 1970 It's Lulu
- 1971 The Most of Lulu
- 1973 Lulu (The Man Who Sold The World)
- 1976 Heaven and Earth and the Stars
- 1978 Don't Take Love For Granted
- 1980 The Very Best of Lulu
- 1981 Lulu
- 1981 Take Me to Your Heart Again
- 1984 Shape and Dance With Lulu
- 1993 Independence
- 1997 Absolutely Lulu
- 2002 Together  (en duo avec d’autres artistes)
- 2003 The Greatest Hits
- 2004 Back on Track
- 2005 A Little Soul in Your Heart
- 2015 : Making life rhyme

## Filmographie
- Gonks Go Beat (1965)
- To Sir, with Love (1967)
- Cucumber Castle (1970)
- The Cherry Picker (1972)
- Alicia (1982) (voice)
- Men in Love (1989)
- 'Antonio's Girlfriend (1992)
- To Sir With Love 2 (1996)
- 1999 : Whatever Happened to Harold Smith? de Peter Hewitt